# Sphaeropsidales
Sphaeropsidales é uma ordem de fungos presentemente alocada à classe Coelomycetes dos fungos imperfeitos. Os membros deste taxon caracterizam-se por produzirem conídios em picnídios ou estruturas constituídas por cavidades similares. As espécies pertencentes ao grupo são maioritariamente saprófitos e parasitas das plantas, muitos deles endófitos.